# Elisabeth Cheixaou
Elisabeth Cheixaou (Zweeloo, 8 juli 1907 - Zeist, 17 juli 1997) was een Nederlands dichteres en schrijfster. Haar naam is een pseudoniem van Bontje (Bonny) Louise Elise Boukema. Het pseudoniem Cheixaou ontleende ze aan de naam van haar overgrootmoeder, die waarschijnlijk uit Litouwen of Polen kwam.

## Biografie
De vader van Cheixaou was predikant en afkomstig uit Friesland. Toen zij 2 jaar was verhuisde het gezin naar Neede. Nadat haar vader was overleden verhuisde het gezin naar Zeist, waar ze ging werken bij een kindertehuis. In 1932 trouwde ze met Jan de Graaf, eerst directeur van een sigarenfabriek, maar later honorair consul in het Zwitserse Tessin. Na het overlijden van haar man verhuisde ze ca. 991 naar Zeist.

## Werk

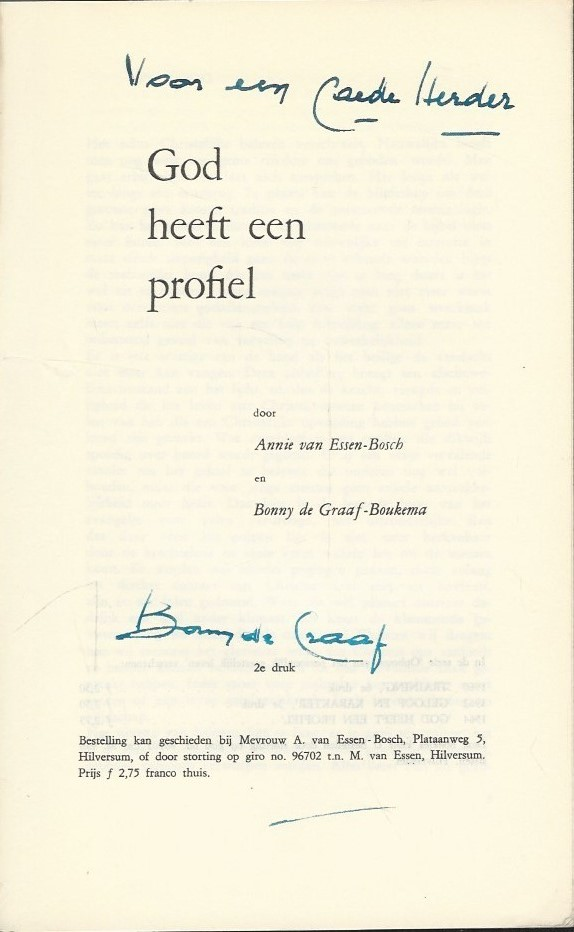
Titelblad met signatuur van het boek God heeft een profiel

Haar eerste boek met gedichten verscheen in 1946 met de titel Witte donderdag. In 1952 verscheen Het maanschip en in 1963 Wijn, met een omslagontwerp van Ietske Richters. In haar gedichten maakt ze verbindingen tussen de liefde/erotiek, godsdienst en de bijbel. In 1952 werkte ze mee aan de Nieuwe Psalmberijming.
Zij werd oorspronkelijke gewaardeerd als verdienstelijk dichteres, maar raakte later in de vergetelheid.
Na haar eerste periode met vooral dichtbundels publiceerde zij ook proza, zoals Het vlammenorgel (1970) en Sophia en Zarathoestra (1977), daarin een dialoog met Friedrich Nietzsche.
In 1982 verscheen haar autobiografie, Maar wat wil je dan?
Werk van Cheixaou verscheen vaak in het protestants-christelijke tijdschrift Ontmoeting, maar ze publiceerde ook in De Gids, Nieuw Letterkundig Magazijn, Bres, Theosofia, De Waagschaal, Wending en De Wereldkroniek. Haar werk werd vertaald in het Portugees, Engels en Italiaans.
Zij werd begraven op Begraafplaats Zeister Bosrust.